# Mistrzostwa Świata w Piłce Nożnej Kobiet 2027
Ten artykuł dotyczy przyszłego wydarzenia sportowego. Informacje w nim zawarte zmienią się w przyszłości.
Mistrzostwa Świata w Piłce Nożnej Kobiet 2027 – dziesiąty turniej mistrzostw świata w piłce nożnej kobiet, który odbędzie się w Brazylii w 2027 roku. Będzie to pierwszy turniej mistrzostw świata, który zostanie zorganizowany w kraju Ameryki Południowej. Jest to również pierwszy turniej, którego gospodarz został wyłoniony w otwartym głosowaniu. Na turnieju wystąpią 32 reprezentacje, tak jak na poprzednim mundialu.

## Wybór gospodarza
Procedura przetargowa rozpoczęła się w marcu 2023 roku.
17 maja 2024 roku podczas kongresu FIFA w Bangkoku ogłoszono Brazylię gospodarzem turnieju. Pokonała ona wspólną ofertę Holandii, Belgii i Niemiec w otwartym głosowaniu, w którym mogli brać udział członkowie wszystkich stowarzyszeń członkowskich FIFA.
Głosowanie:
| Państwo                    | Głosowanie |
| -------------------------- | ---------- |
| Brazylia                   | 119        |
| Belgia · Holandia · Niemcy | 78         |

## Format rozgrywek
Zostanie zastosowany ten sam format rozgrywek jak na poprzednim mundialu 2023 w Australii i Nowej Zelandii. 32 zespoły zostaną podzielone na 8 czterodrużynowych grup. Z każdej grupy wychodzą dwie najlepsze drużyny, które zagrają w 1/8 finału. Następnie zostaną rozegrane ćwierćfinały i półfinały. Zwycięzcy półfinałów zagrają o mistrzostwo, natomiast przegrani - o brązowy medal.

## Uczestnicy

### Zakwalifikowane drużyny
| Drużyna  | Grupa kwalifikacyjna | Strefa kwalifikacyjna | Data kwalifikacji | Liczba występów do tej pory | Ostatni występ | Najlepszy wynik   | Wynik |
| -------- | -------------------- | --------------------- | ----------------- | --------------------------- | -------------- | ----------------- | ----- |
| Brazylia | gospodarz            | CONMEBOL              | 17 maja 2024      | 9                           | 2023           | II miejsce (2007) |       |
|          | Puchar Azji          | AFC                   | 13 marca 2026     |                             |                |                   |       |
|          | Puchar Azji          | AFC                   | 14 marca 2026     |                             |                |                   |       |
|          | Puchar Azji          | AFC                   | 14 marca 2026     |                             |                |                   |       |
|          | Puchar Azji          | AFC                   | 15 marca 2026     |                             |                |                   |       |
|          | Puchar Azji          | AFC                   | 19 marca 2026     |                             |                |                   |       |
|          | Puchar Azji          | AFC                   | 19 marca 2026     |                             |                |                   |       |

## Miasta i stadiony
Turniej odbędzie się prawdopodobnie na 10 stadionach w 10 miastach (przedstawione stadiony były w ofercie Brazylii na organizację turnieju).
| Rio de Janeiro                                                                   | Brasília               | Fortaleza           | São Paulo         |
| -------------------------------------------------------------------------------- | ---------------------- | ------------------- | ----------------- |
| Maracanã                                                                         | Estádio Mané Garrincha | Estádio do Castelão | Arena Corinthians |
| Pojemność: 78 838                                                                | Pojemność: 69 432      | Pojemność: 60 348   | Pojemność: 49 205 |
|                                                                                  |                        |                     |                   |
| Rio de JaneiroBrasíliaRecifeFortalezaSão PauloSalvadorBelo HorizontePorto Alegre |                        |                     |                   |
| Recife                                                                           | Salvador               | Belo Horizonte      | Porto Alegre      |
| Arena Pernambuco                                                                 | Arena Fonte Nova       | Estádio Mineirão    | Estádio Beira-Rio |
| Pojemność: 44 300                                                                | Pojemność: 51 708      | Pojemność: 61 927   | Pojemność: 50 128 |
|                                                                                  |                        |                     |                   |

*- Lista zawiera 13 aren zamiast docelowych 10. Prawdopodobnie z każdego z trzech miast, Belo Horizonte, Porto Alegre i São Paulo zostanie wybrany jeden stadion.